# Fukinuki yatai

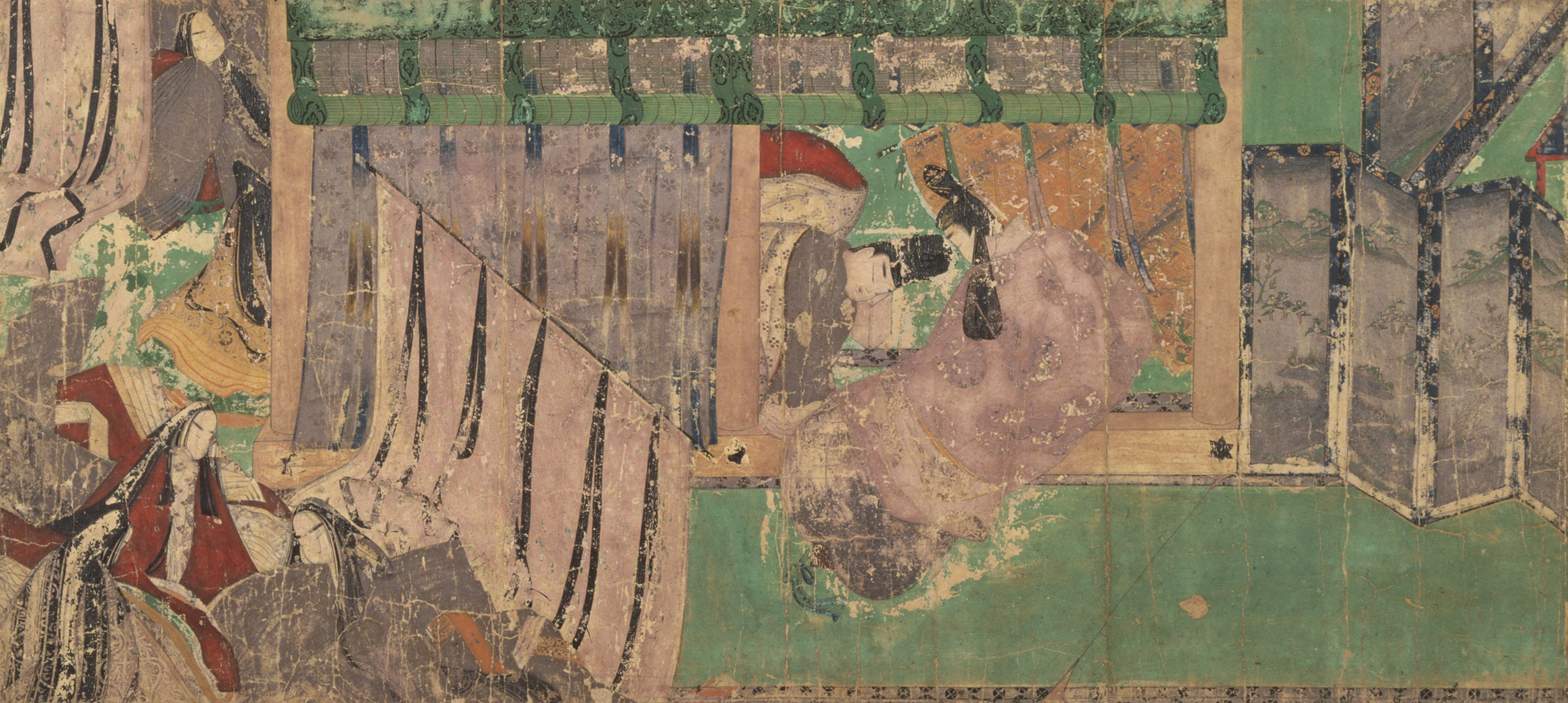
Exemple de fukinuki yatai : la peinture représente l’intérieur du palais depuis un point de vue en hauteur, en omettant le plafond, afin de représenter deux espaces narratifs séparés par une tapisserie. Rouleaux illustrés du Dit du Genji, XIIe siècle, musée d'art Tokugawa.

Fukinuki yatai (吹抜屋台, littéralement « toit enlevé ») est une technique de composition dans la peinture japonaise, principalement employée dans le mouvement yamato-e et les emaki. Apparue durant l’époque de Heian (VIIIe – XIIe siècle), elle consiste à représenter l’intérieur de bâtiments depuis un point de vue en hauteur, en omettant le toit et le plafond afin de permettre à l’observateur d’entrer dans l’intimité des personnages. 

## Définition
Fukinuki yatai se traduit littéralement par « toit enlevé » ou « toit balayé ». Il s’agit pour l’artiste de peindre l’intérieur d’un bâtiment avec un point de vue situé en diagonale en hauteur, en ne représentant pas le toit, le plafond et, si nécessaire, les murs de face. Les points de vue en diagonale en hauteur, dits à vol d’oiseau, sont récurrents dans la peinture traditionnelle japonaise de style yamato-e, si bien que le fukinuki yatai en constitue une technique caractéristique. Il en résulte des compositions axonométriques plongeantes grandement utilisées dans les emaki (rouleaux narratifs peints) de style yamato-e,. 
La fonction artistique du fukinuki yatai est double. En premier lieu, il permet de représenter des scènes d’intérieur avec une grande économie de moyen, ce qui est particulièrement important pour les emaki en raison de la hauteur restreinte du support (rouleaux de papier ou de soie), en moyenne une trentaine de centimètres. De plus, le peintre peut installer une continuité avec l’environnement extérieur selon les besoins de la composition.
En second lieu, cette technique permet de ménager plusieurs espaces narratifs liés ou indépendants dans une scène, la peinture sur emaki étant par essence un art narratif. Ainsi, une succession de pièces dans un bâtiment (temple, palais, maison...) peut signifier le passage du temps, ou au contraire illustrer deux actions concomitantes, toujours dans une seule et même peinture. L’artiste peut également construire une opposition ou un parallèle entre l’intérieur d’un bâtiment et l’extérieur. Indirectement, ce type de composition intimiste permet d’exprimer tant l’humeur d’une scène que les sentiments et les pensées des personnages, conférant une dimension émotionnelle ou psychologique aux peintures,. Takahashi parle ainsi de « perspective psychologique » ou « sentimentale »,.
Du fait de la perspective axonométrique, les compositions ne sont pas réalistes dans le yamato-e et le point de vue n’est pas figé.

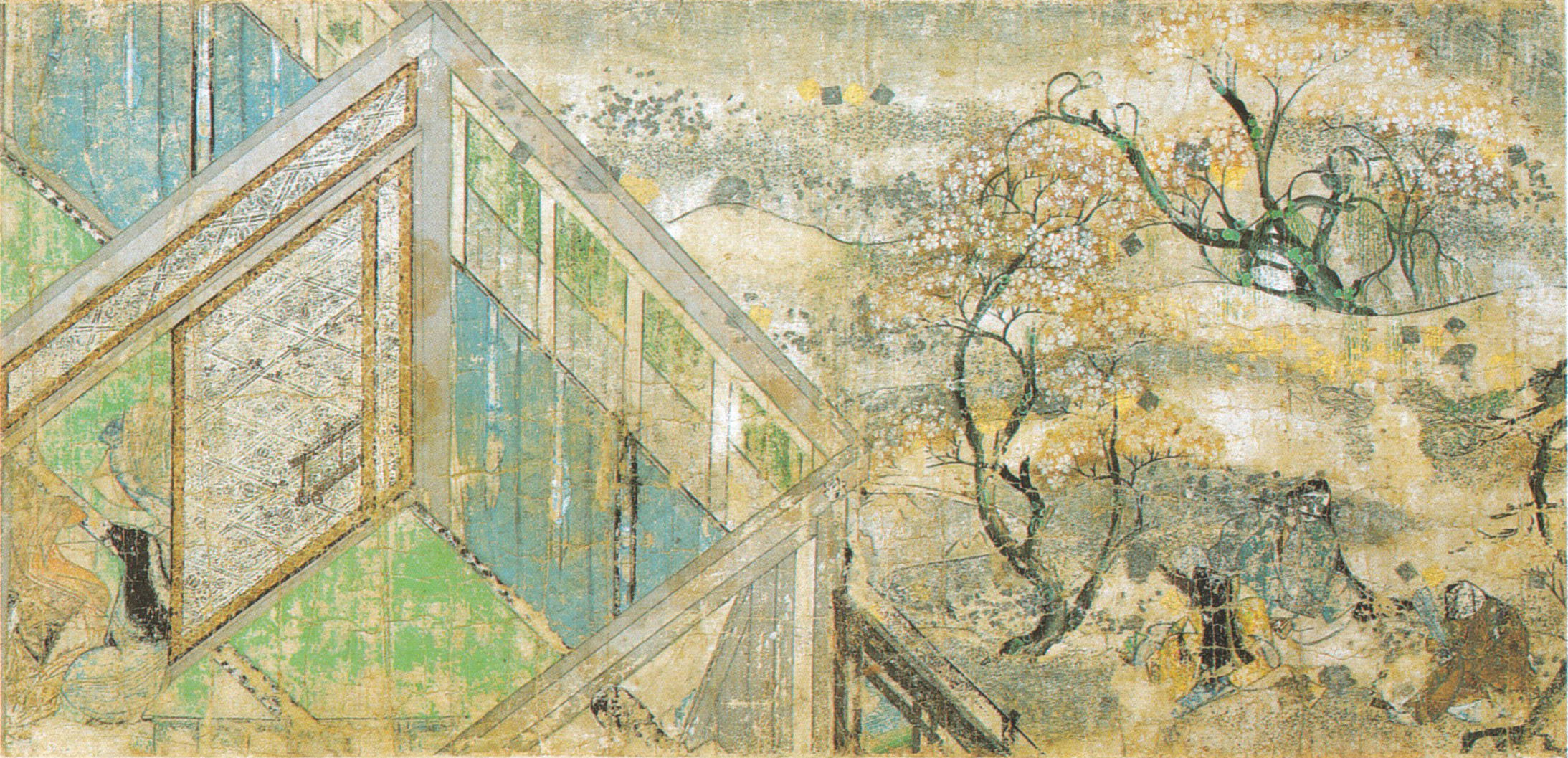
Roman enluminé de Nezame, XIIe siècle, musée d'art japonais Yamato Bunkakan.
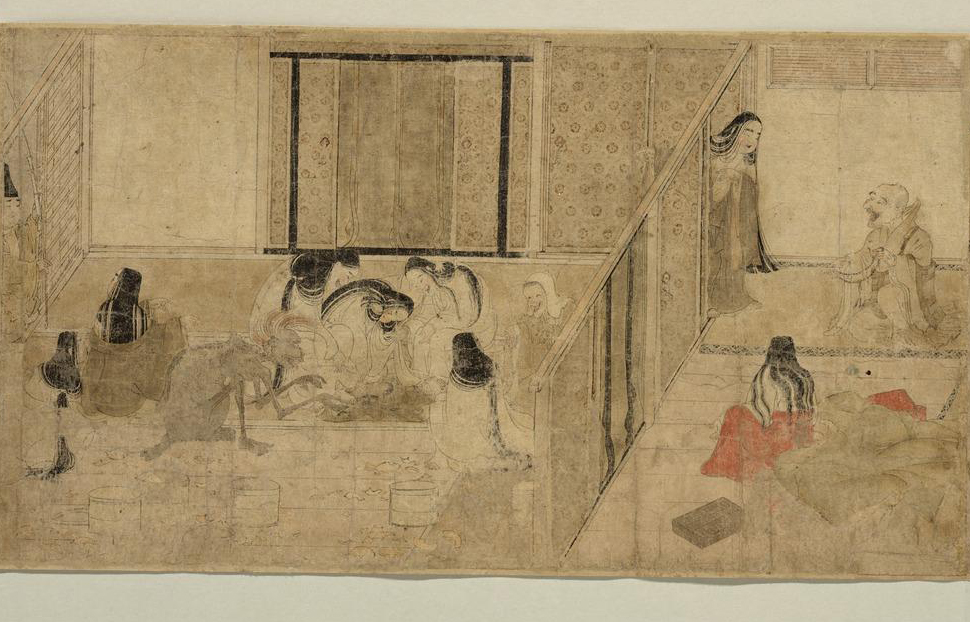
Rouleau des êtres affamés, XIIe siècle, musée national de Tokyo.
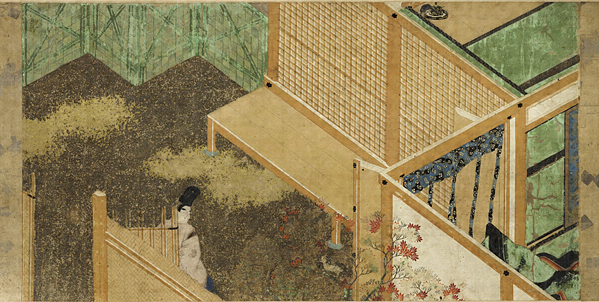
Rouleaux illustrés des Contes d’Ise, XIVe siècle, Musée des Beaux-Arts Kubosō.
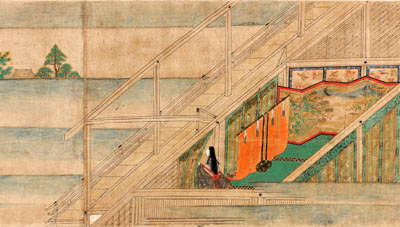
Tosa Mitsunobu, Ishiyama-dera engi emaki (rouleau 4), 1497, Ishiyama-dera.
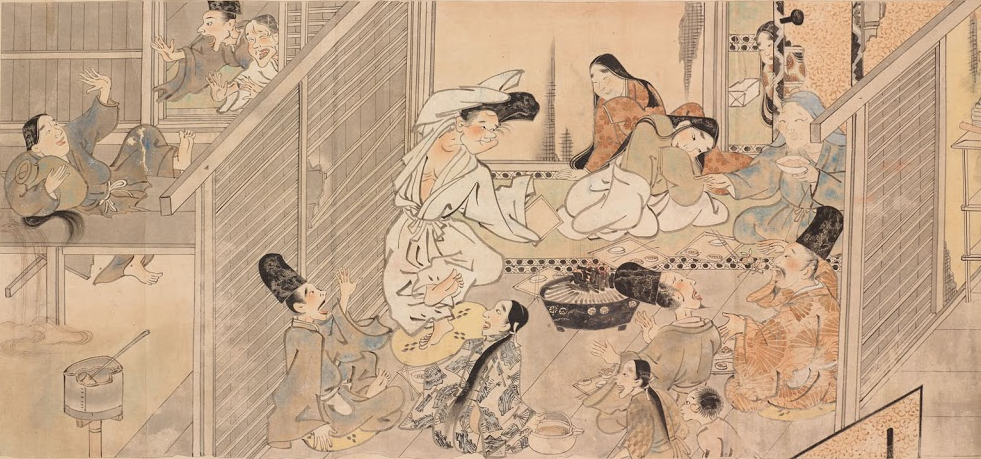
Tosa Mitsuoki, Histoire d'un peintre, XVIIe siècle, Asian Art Museum of Tokyo, copie d’une œuvre du XIVe siècle.

## Historique
L’apparition du fukinuki yatai n’est pas précisément connue. Il dériverait de techniques de composition chinoises consistant à représenter l’intérieur d’un bâtiment de face, au niveau du mur frontal en perspective cavalière. Les Japonais auraient ainsi fait évoluer cette approche pour adopter un point de vue extérieur au bâtiment, ce qui permet de préserver l’environnement ou le paysage, puis en séparant plusieurs espaces narratifs. L’origine chinoise ou japonaise n’est pas assurée, quoique aucune œuvre chinoise connue ne présente une technique antérieure similaire au fukinuki yatai,.
Les prémices de la technique sont visibles sur des œuvres du milieu de l’époque de Heian, le plus ancien exemple connu étant la Biographie illustrée du prince Shōtoku de 1069. C’est également durant cette période que le yamato-e apparaît, mais aucune peinture primitive ne subsiste. En revanche, à la fin de l’époque de Heian (XIIe siècle), le mouvement est parvenu à maturité et des œuvres exceptionnelles, dont il subsiste principalement des emaki, offrent des exemples de composition basée sur le fukinuki yatai,,.
L’art des emaki et du yamato-e reste prépondérant jusqu’au début du XIVe siècle, avant de décliner au profit d’autres formes de peintures. Les mouvements se réclamant du yamato-e, comme l’école Tosa, perpétuent l’usage du fukinuki yatai, mais de façon bien plus académique qu’auparavant, la technique étant souvent utilisée par convention, sans réelle sensibilité ou génie de composition.

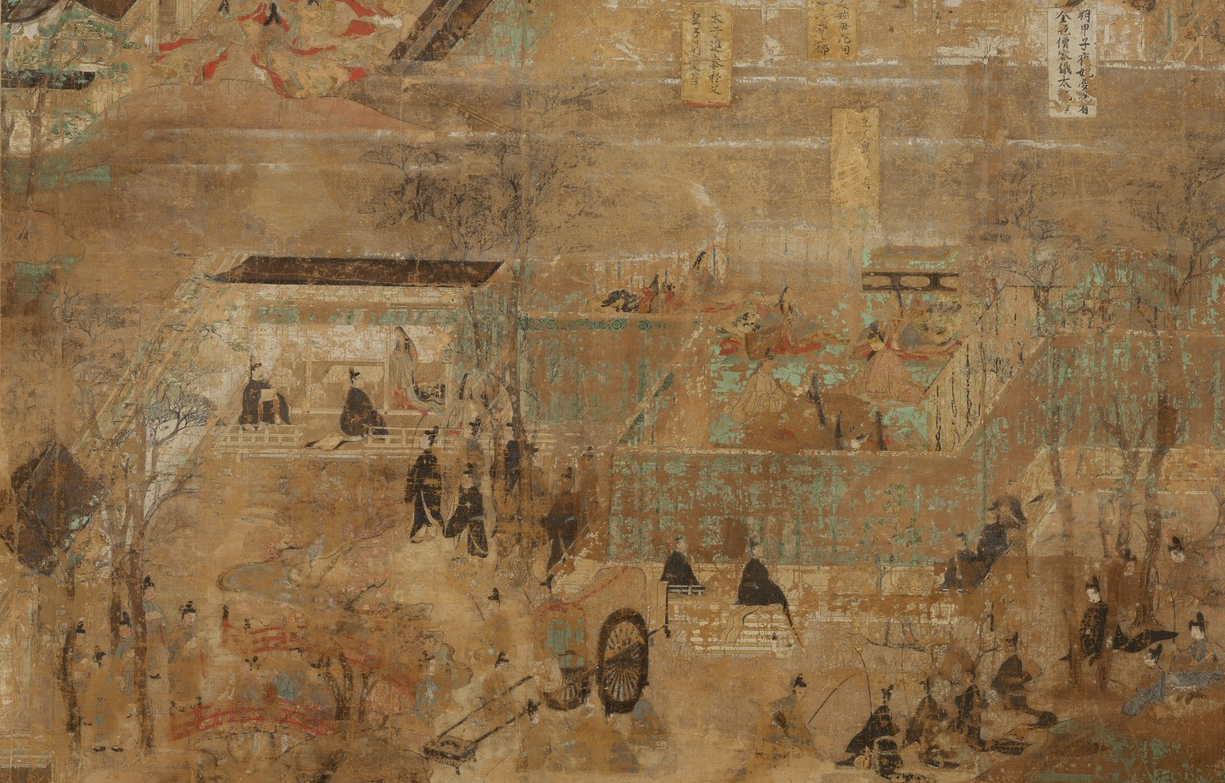
Hatano Chitei, Biographie illustrée du prince Shōtoku, 1069, musée national de Tokyo.
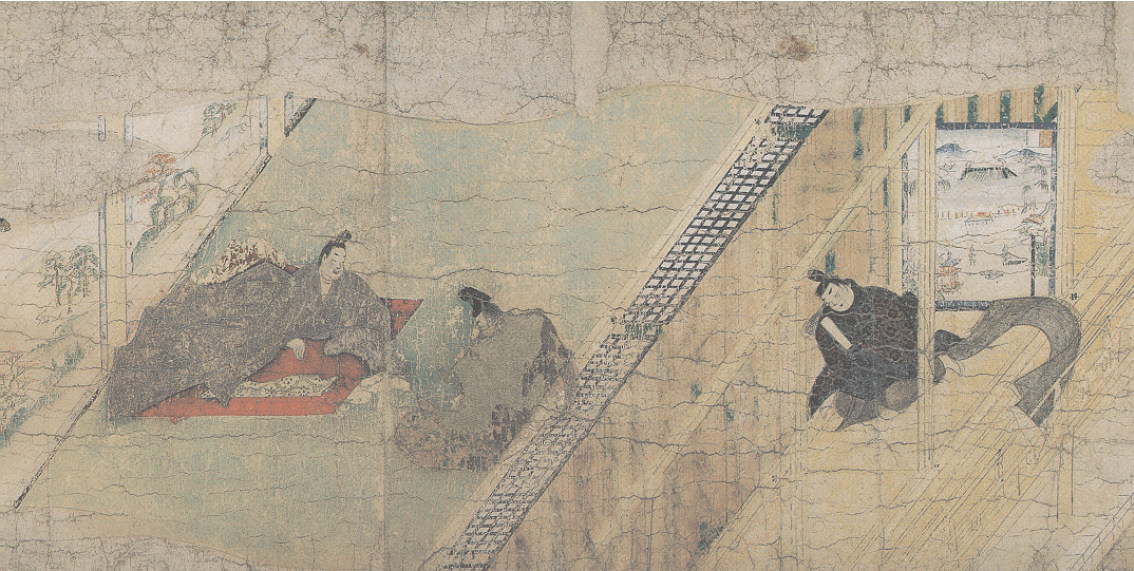
Tokiwa Mitsunaga, Ban dainagon ekotoba, XIIe siècle, musée d'art Idemitsu.
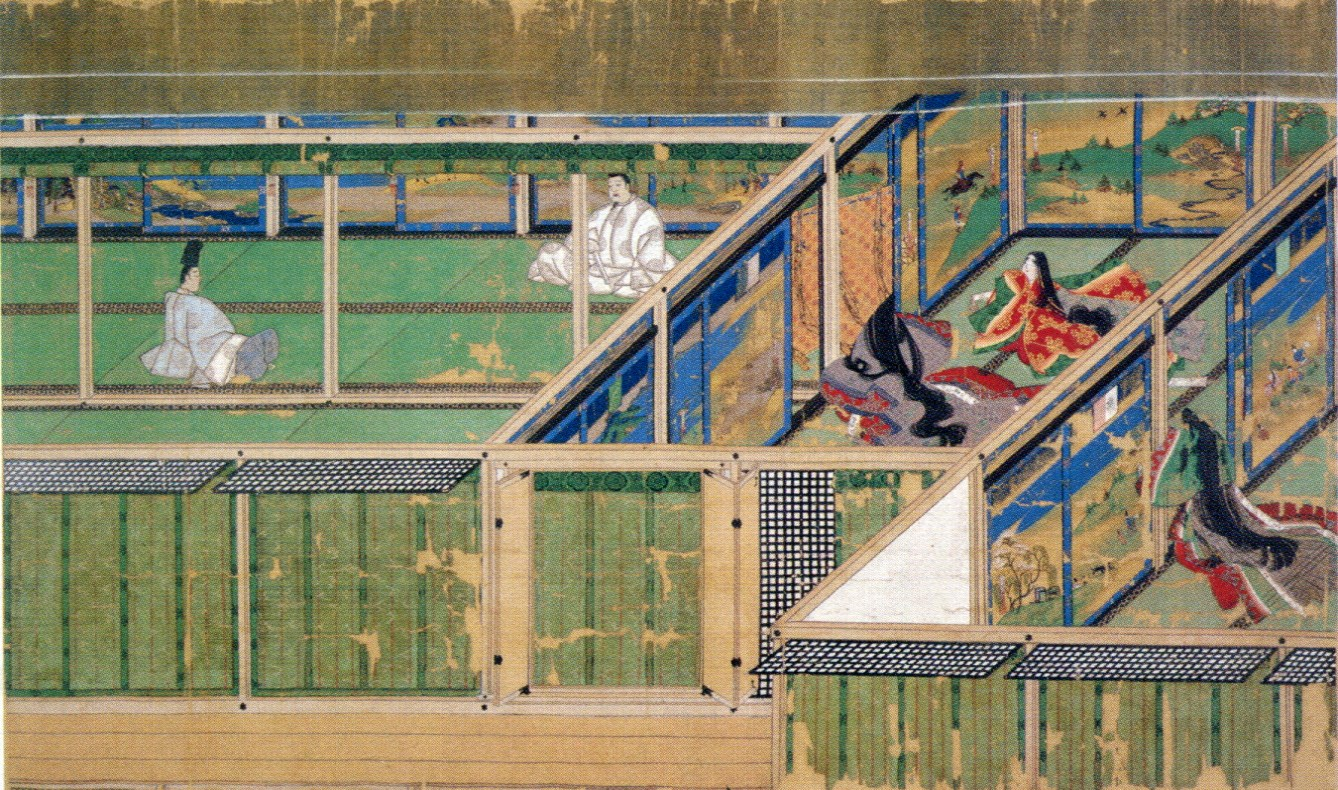
Takashina Takakane, Kasuga gongen genki-e, 1309, collection de la maison impériale.
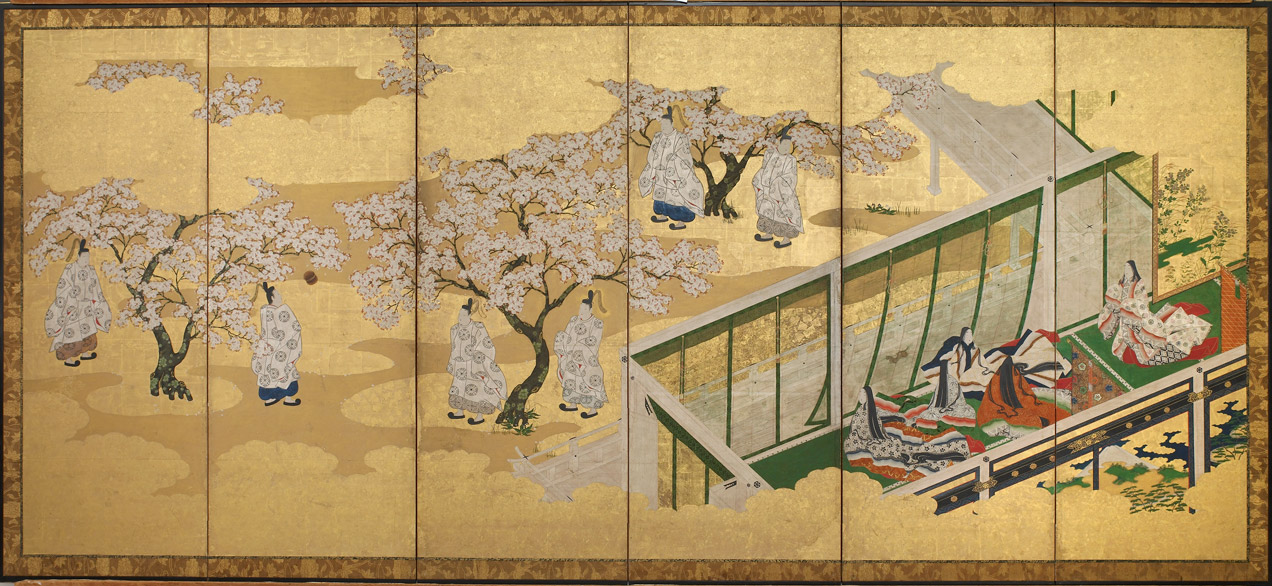
Tosa Mitsuoki, Kashiwagi, Le Dit du Genji, XVIIe siècle, Galerie Arthur M. Sackler.
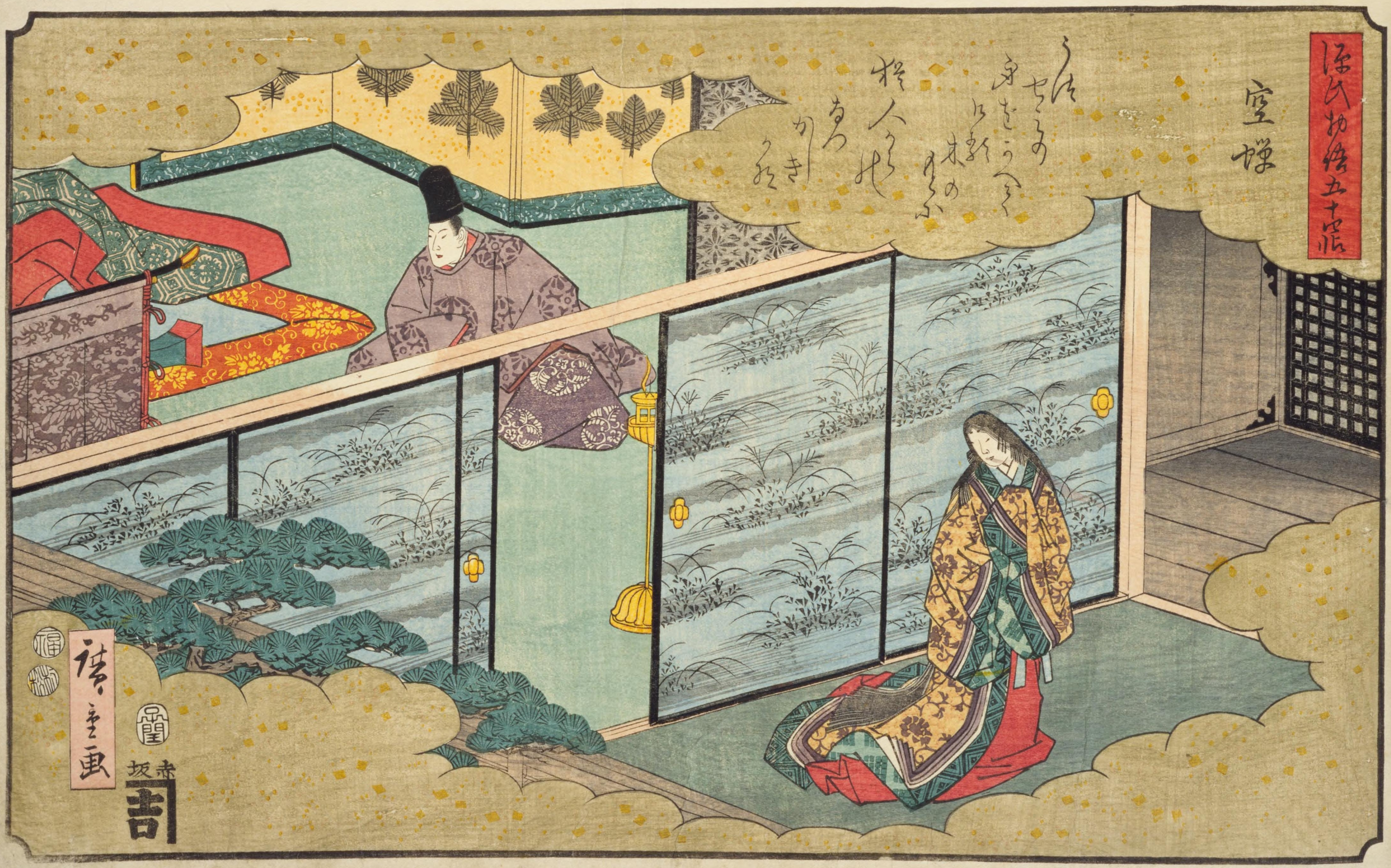
Hiroshige, Utsusemi, Le Dit du Genji en cinquante-quatre chapitres, 1852, bibliothèque nationale de la Diète.

## Exemples commentés
Une des œuvres les plus emblématiques du style yamato-e sont les Rouleaux illustrés du Dit du Genji (XIIe siècle, trésor national), un emaki (rouleaux narratifs peints) illustrant le roman éponyme. Il subsiste une vingtaine de scènes richement colorée peignant les moments d’intenses émotions du récit, dont plusieurs sont construites au moyen du fukinuki yatai. Dans la scène « Azumaya 2 », Kaoru rend visite à Ukifune alors que leur amour est naissant ; l’artiste montre au lecteur deux espaces narratifs : sur la véranda, Kaoru est calme et posé dans une atmosphère paisible ; au contraire, Ukifune et ses dames de compagnie, en émoi, sont peintes à l’intérieur du bâtiment sur une surface plus réduite, en une composition confuse qui renforce l’agitation,.
Dans la scène « Kagerō » est illustrée la mort de dame Murasaki, l’amour du prince Genji : à l’intérieur du palais, ce dernier apparaît au bas de l’image, comme écrasé par le chagrin, tandis que l’extérieur offre la vision du jardin des deux amants, jadis splendide, dévasté par le temps,.
Le Taima mandala engi (emaki, XIIIe siècle, trésor national) présente des scènes composées grâce au fukinuki yatai qui permettent d’illustrer le temps qui passe ; dans la scène du tissage du mandala, le lecteur découvre d’abord l’arrivée de la jeune religieuse, puis le tissage au centre, enfin la contemplation de la tapisserie achevée. L’architecture constitue l’ossature de la composition qui met l’accent sur l’élément central du récit, le métier à tisser. 

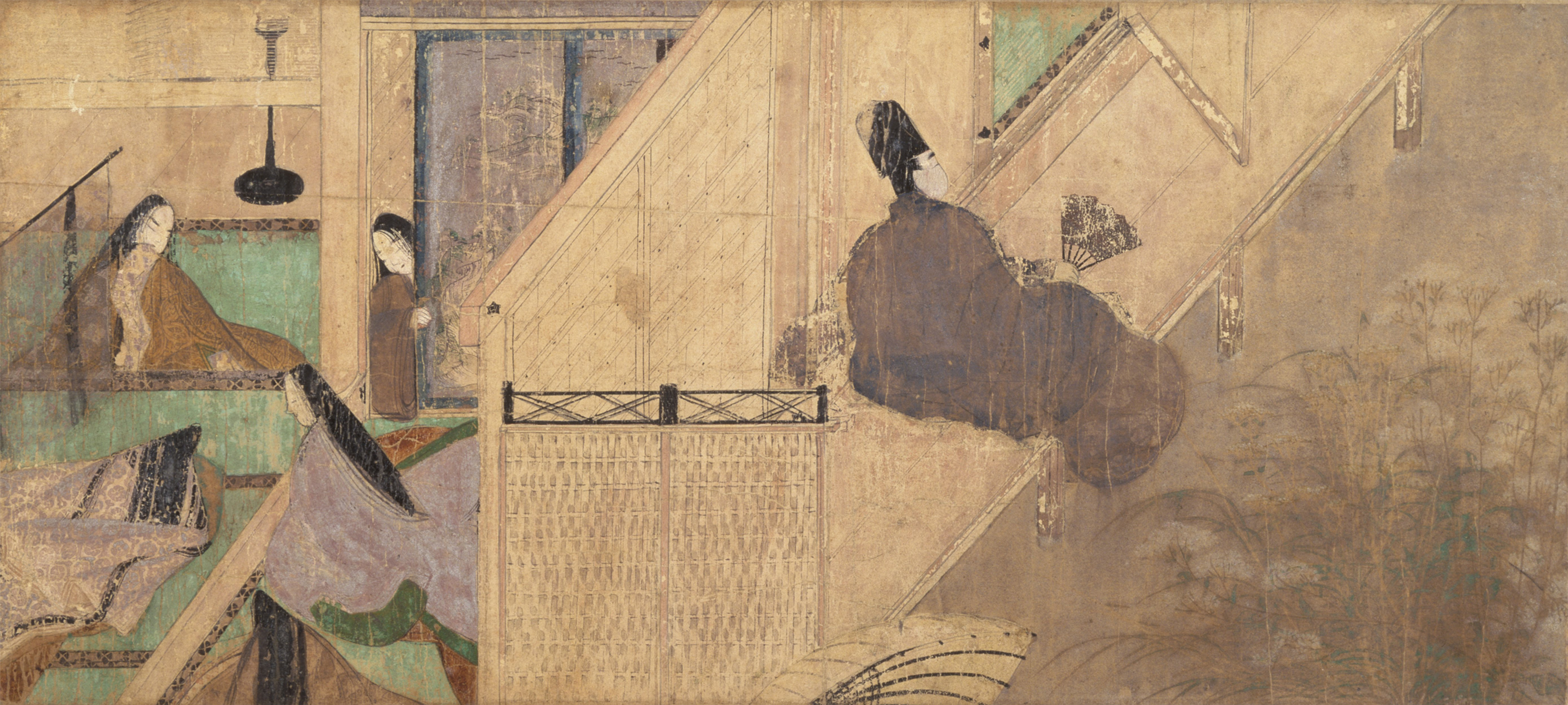
Scène « Azumaya 2 », Rouleaux illustrés du Dit du Genji, XIIe siècle, musée d'art Tokugawa.
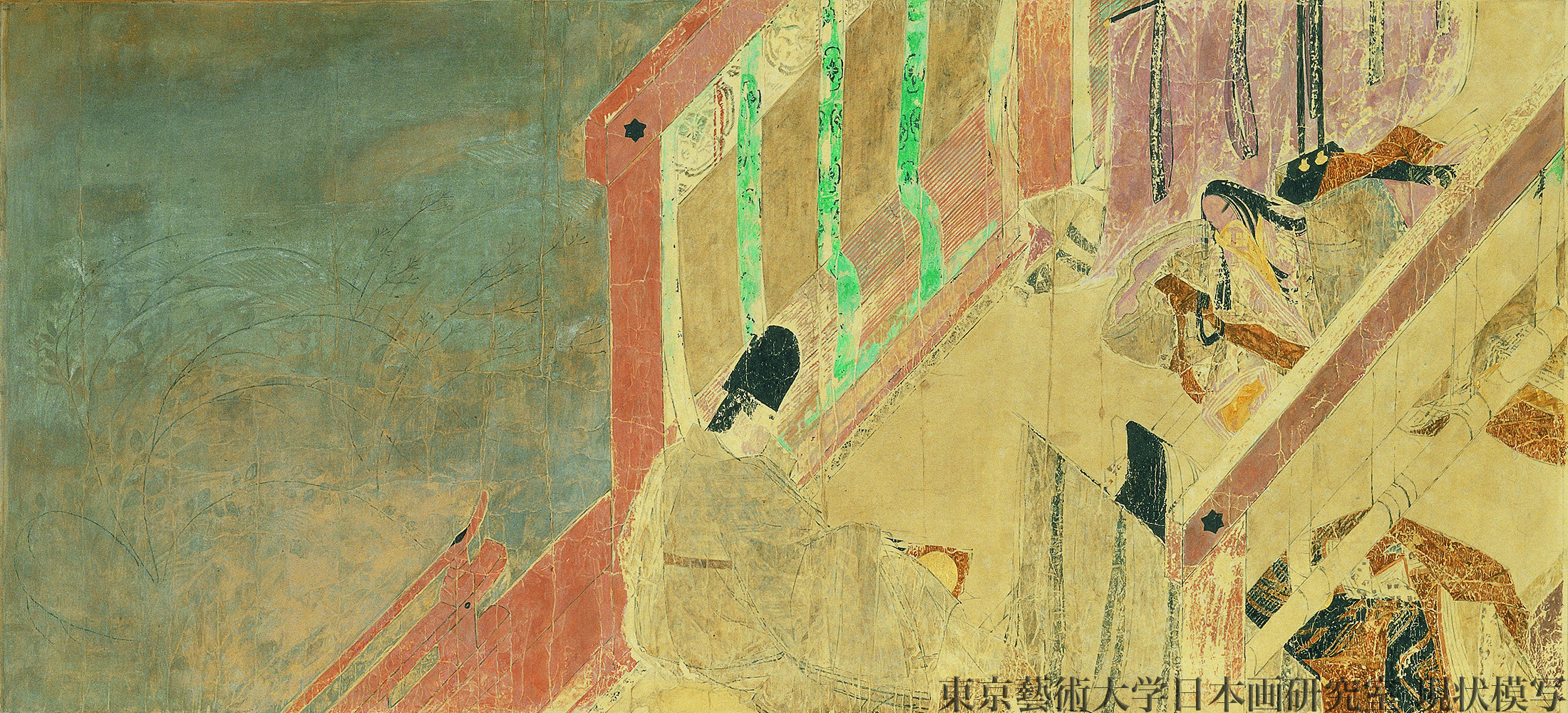
Scène « Kagerō », Rouleaux illustrés du Dit du Genji, XIIe siècle, musée Gotoh.
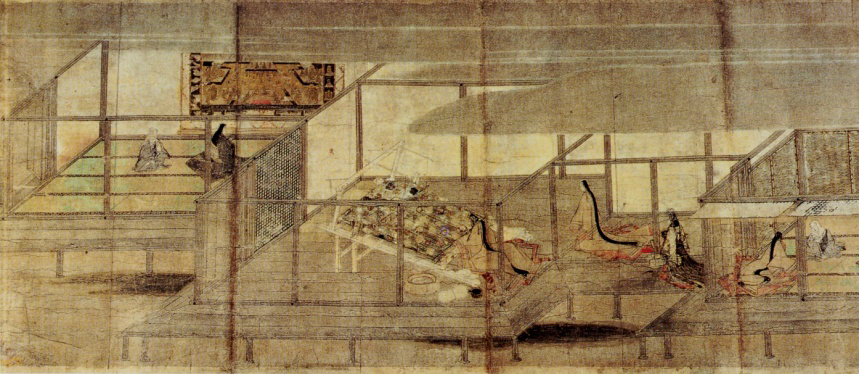
Taima mandala engi, XIIIe siècle, Kōmyō-ji.